# Igerna flavolineata
Igerna flavolineata är en insektsart som beskrevs av William Lucas Distant 1917. Igerna flavolineata ingår i släktet Igerna och familjen dvärgstritar. Inga underarter finns listade i Catalogue of Life.